# 19258 Ґонґій
19258 Ґонґій (19258 Gongyi) — астероїд головного поясу, відкритий 24 березня 1995 року.
Тіссеранів параметр щодо Юпітера — 3,572.